# Episodi di Caro John (prima stagione)
La prima stagione della serie televisiva Caro John è stata trasmessa in anteprima negli Stati Uniti d'America dalla NBC tra il 6 ottobre 1988 e l'11 maggio 1989.
| nº | Titolo originale       | Titolo italiano | Prima TV USA     | Prima TV Italia |
| -- | ---------------------- | --------------- | ---------------- | --------------- |
| 1  | Pilot                  |                 | 6 ottobre 1988   | 6 ottobre 1989  |
| 2  | Ralph's Curse          |                 | 27 ottobre 1988  |                 |
| 3  | Hello/Goodbye          |                 | 3 novembre 1988  |                 |
| 4  | The Younger Girl       |                 | 10 novembre 1988 |                 |
| 5  | Matthew's Dilemma      |                 | 17 novembre 1988 |                 |
| 6  | Dear Mike              |                 | 24 novembre 1988 |                 |
| 7  | Politics as Usual      |                 | 1º dicembre 1988 |                 |
| 8  | Dancing in the Dark    |                 | 15 dicembre 1988 |                 |
| 9  | Was It Good for Me?    |                 | 5 gennaio 1989   |                 |
| 10 | Honest John            |                 | 12 gennaio 1989  |                 |
| 11 | The Return of Ricky    |                 | 19 gennaio 1989  |                 |
| 12 | Dream Babe             |                 | 26 gennaio 1989  |                 |
| 13 | Stand by Your Man      |                 | 16 febbraio 1989 |                 |
| 14 | Love and Marriage      |                 | 23 febbraio 1989 |                 |
| 15 | For a Friend           |                 | 2 marzo 1989     |                 |
| 16 | The Second Time Around |                 | 9 marzo 1989     |                 |
| 17 | The Last Dance         |                 | 16 marzo 1989    |                 |
| 18 | Sisters                |                 | 30 marzo 1989    |                 |
| 19 | Gone Camping           |                 | 6 aprile 1989    |                 |
| 20 | Margo                  |                 | 27 aprile 1989   |                 |
| 21 | Friends and Lovers     |                 | 4 maggio 1989    |                 |
| 22 | Bound for Gloria       |                 | 11 maggio 1989   |                 |